# Tritophia irfana
Tritophia irfana är en fjärilsart som beskrevs av De Freina 1983. Tritophia irfana ingår i släktet Tritophia och familjen tandspinnare. Inga underarter finns listade i Catalogue of Life.